# Белобокий, Александр Андреевич
Александр Андреевич Белобокий (12 сентября 1903—1978) — Герой Социалистического Труда, директор зерносовхоза «Свободный» Акмолинской области, Казахская ССР.

## Биография
Родился в семье железнодорожника. Русский.
В 1916 году окончил реальное училище. Трудовую деятельность начал с 1919 году посадочным контролером на железной дороге. Затем трудился рабочим в морском порту, на заводе «Знамя Труда», пивзаводе, рубщиком-молотобойцем «Рудметаллторга».
В 1929 году окончил вечерний рабфак при Ленинградском политехническом институте, в 1935 году — Ленинградский институт механизации сельского хозяйства (в то время — отраслевом вузе Ленинградского политехнического института)
По направлению уехал в Якутию, работал инженером совхоза, директором Амчинского зерносовхоза Якутской АССР. В октябре 1939 года вернулся в Ленинград. Работал лаборантом на кафедре «детали машин» в институте киноинженеров. С сентября 1940 года — инженер Ленрембытреста.
В октябре 1941 года был призван в Красную Армию, участвовал в обороне Ленинграда. С апреля 1942 года — начальник военно-технического снабжения 1164-го пушечного артиллерийского полка, формирующегося в Уральском военном округе. С августа в составе полка участвовал в боях на Волховском фронте, с апреля 1943 года — помощник командира того же полка. С июля 1943 года — помощник командира по технической части 7-й пушечной артиллерийской бригады. За отличное обеспечение подразделений бригады боеприпасами, бесперебойную работу автотракторного парка награждён орденом. С ноября 1944 года — инженер отдела технического снабжения военно-строительного управления. После Победы уволен в запас.
Вернулся к работе в сельском хозяйстве. С марта 1946 года — директор совхоза «Поляны» Ленинградской области. Успешно руководил хозяйством восемь лет.
В марте 1954 года Министерством сельского хозяйства был направлен на освоение целины, в Казахстан. Получил назначение директором нового совхоза «Свободный» в современном Есильском районе Акмолинской области. Ему пришлось создавать хозяйство в дикой степи буквально на голом месте. Лично выбирал место для строительства поселка, нарушив приказ министерства. Большое внимание уделил подготовке кадров механизаторов. За короткий срок создал крепкий коллектив рабочих и служащих совхоза.
В 1954 году целинники из «Свободного» вспахали и засеяли всего тысячу гектаров. А на второй год, когда уже было где жить, коллектив развернулся вовсю и поднял 25 тысяч гектаров целины. В 1956 году молодое хозяйство вырастило первый богатый урожай. Было собрано около двух миллионов пудов хлеба. Себестоимость центнера зерна обошлась в 28 рублей 28 копеек вместо 35 рублей 10 копеек по плану. Хозяйство получило почти 4,5 миллиона рублей чистого дохода. Совхоз досрочно рассчитался с государством, полностью засыпал семена.
Указом Президиума Верховного Совета СССР от 11 января 1957 года «за особо выдающиеся успехи, достигнутые в работе по освоению целинных и залежных земель, и получение высокого урожая» Белобокому Александру Андреевичу присвоено звание Героя Социалистического Труда с вручением ордена Ленина и золотой медали «Серп и Молот».
В 1959 году вернулся на родину. Работал директором совхоза «Гражданский» поселке Запорожское Приозерского района Ленинградской области. В 1963 году вышел на пенсию, но продолжал работать инженером в отделе механизации Ленинградского областного управления сельского хозяйства.
Жил в городе Ленинграде.
Умер в 1978 году. Похоронен на Серафимовском кладбище.

## Награды
- орден Ленина (11.01.1957)
- орден Красной Звезды (21.01.1944)
- медали